# Desa Bantarkalong (administrativ by i Indonesien, lat -7,67, long 108,08)
Desa Bantarkalong är en administrativ by i Indonesien.   Den ligger i provinsen Jawa Barat, i den västra delen av landet, 210 km sydost om huvudstaden Jakarta.